# Gösta Törngren
Gustaf (Gösta) Mauritz Törngren, född 13 juli 1879 i Lidingö församling, Stockholms län, död 15 januari 1958 i Lidingö församling, Stockholms län, var en svensk militär (generalmajor).

## Biografi
Törngren var son till professor, kapten Lars Mauritz Törngren och hans hustru Amalia Elisabeth (Betty) Sofia Noer. Han blev underlöjtnant vid Andra livgrenadjärregementet (I 5) 1898 och löjtnant 1901. Törngren var anställd vid gymnasiedirektörsexpeditionen vid Gymnastiska Centralinstitutet 1902 och var extra lärare där 1905–1906. Han gick Krigshögskolan 1906–1908 och blev kapten året efter. Törngren tjänstgjorde vid generalstaben 1915 och var stabschef vid infanteriinspektören 1917. År 1918 begärde han avsked för att kunna delta i finska inbördeskriget. Han befordrades till överste och tjänstgjorde som chef för operativa avdelningen.
Efter kriget återvände han till Sverige som kapten vid Andra livgrenadjärregementet (I 26) och tjänstgjorde vid generalstaben samma år och var major vid generalstaben 1919. Törngren var lärare vid Krigshögskolan 1919–1920. Mellan 1919 och 1921 tjänstgjorde han återigen som stabschef vid infanteriinspektören. Törngren tjänstgjorde vid Västmanlands regemente (I 18) 1921, var överstelöjtnant vid I 5 1924 och överste och chef för Jämtlands fältjägarregemente (I 23) 1928. Han blev militärbefälhavare på Gotland och chef för Gotlands infanterikår (I 18) 1931. Från 1937 till 1942 var han generalmajor och militärbefälhavare för Gotlands militärområde.
Törngren satt i stadsfullmäktige i Linköping 1927 och i Östersund 1931. Han var medlem av Kungliga Krigsvetenskapsakademien. Törngren gifte sig 1905 med Tyra Anna Elise Neovius (1883–1970), dotter till överstelöjtnant Axel Neovius och grevinnan Alice Creutz.
Törngren tog jämte Otto Järte 1917 initiativet till den aktivistiska Klubben Brunkeberg. Han är begravd på Solna kyrkogård.